# 亞當·沃德
亞當·沃德（英語：Adam Ward；1988年—2015年8月26日）是美國哥倫比亞廣播公司屬下媒體——WDBJ7電視台的攝影師，美國維珍尼亞州沙林人，2011年7月加入WDBJ。
美國東部時間2015年8月26日06时46分（中国時間：2015年8月26日19时46分），在拍摄阿力臣帕卡的直播採訪時，被韋斯達·李·費拉拿根開槍射杀，終年27歲。

## 修改
- 韋斯達·李·弗拉納根
- 艾莉森·帕克

## 註
1. ↑  . WTVR. August 26, 2015  [August 26, 2015]. （原始内容存档于2020-02-02）.
2. ↑  . WDBJ7. 2015-08-26  [2015-08-26]. （原始内容存档于2015-08-26）.